# Medalha Matteucci
A Medalha Matteucci foi estabelecida para premiar físicos por contribuições fundamentais à área. Por decreto real italiano de 10 de julho de 1870, a Sociedade Italiana de Ciências foi autorizada a receber um donativo de Carlo Matteucci, estabelecendo o prêmio.

## Agraciados
- 1868 Hermann von Helmholtz
- 1875 Henri Victor Regnault
- 1876 William Thomson
- 1877 Gustav Kirchhoff
- 1878 Gustav Wiedemann
- 1879 Wilhelm Eduard Weber
- 1880 Antônio Pacinotti
- 1881 Emilio Villari
- 1882 Augusto Righi
- 1887 Thomas Edison
- 1888 Heinrich Hertz
- 1894 John William Strutt
- 1895 Henry Augustus Rowland
- 1896 Wilhelm Conrad Röntgen e Philipp Lenard
- 1901 Guglielmo Marconi
- 1903 Albert Abraham Michelson
- 1904 Marie Curie e Pierre Curie
- 1905 Henri Poincaré
- 1906 James Dewar
- 1907 William Ramsay
- 1908 Antônio Garbasso
- 1909 Orso Mario Corbino
- 1910 Heike Kamerlingh Onnes
- 1911 Jean Perrin
- 1912 Pieter Zeeman
- 1913 Ernest Rutherford
- 1914 Max von Laue
- 1915 Johannes Stark
- 1915 William Henry Bragg e William Lawrence Bragg
- 1917 Antonino Lo Surdo
- 1918 Robert Williams Wood
- 1919 Henry Gwyn-Jeffreys Moseley
- 1921 Albert Einstein
- 1923 Niels Bohr
- 1924 Arnold Sommerfeld
- 1925 Robert Andrews Millikan
- 1926 Enrico Fermi
- 1927 Erwin Schrödinger
- 1928 Chandrasekhara Venkata Raman
- 1929 Werner Heisenberg
- 1930 Arthur Compton
- 1931 Franco Rasetti
- 1932 Frédéric Joliot e Irène Joliot-Curie
- 1956 Wolfgang Pauli
- 1975 Bruno Touschek
- 1978 Abdus Salam
- 1979 Luciano Maiani
- 1980 Gian Carlo Wick
- 1982 Rudolf Peierls
- 1985 Hendrik Casimir
- 1987 Pierre-Gilles de Gennes
- 1988 Lev Okun
- 1989 Freeman Dyson
- 1990 Jack Steinberger
- 1991 Bruno Rossi
- 1992 Anatole Abragam
- 1993 John Archibald Wheeler
- 1994 Claude Cohen-Tannoudji
- 1995 Tsung-Dao Lee
- 1996 Wolfgang Panofsky
- 1998 Oreste Piccioni
- 2001 Theodor Hänsch
- 2002 Nicola Cabibbo
- 2003 Manuel Cardona
- 2004 David Ruelle
- 2006 Giorgio Bellettini
- 2016 Adalberto Giazotto[1]
- 2017 Marco Tavani[2]
- 2018 Gianluigi Fogli
- 2019 Federico Capasso
- 2020 Massimo Inguscio[3]
- 2021 Amos Maritan[4]